# 西霍恩 (伊利諾伊州)
西霍恩（英語：Seehorn）是位於美國伊利諾伊州派克縣的一個非建制地區。該地的面積和人口皆未知。

## 地理
西霍恩的座標為39°45′19″N 91°15′41″W / 39.75528°N 91.26139°W，而該地的平均海拔高度為145米（即476英尺）。